# Fiľakovo
Fiľakovo, ungarisch Fülek (deutsch Fileck), ist eine Stadt im Süden der Slowakei, etwa 15 km südöstlich von Lučenec kurz vor der ungarischen Grenze, rund 30 km nördlich von Salgótarján (Ungarn).

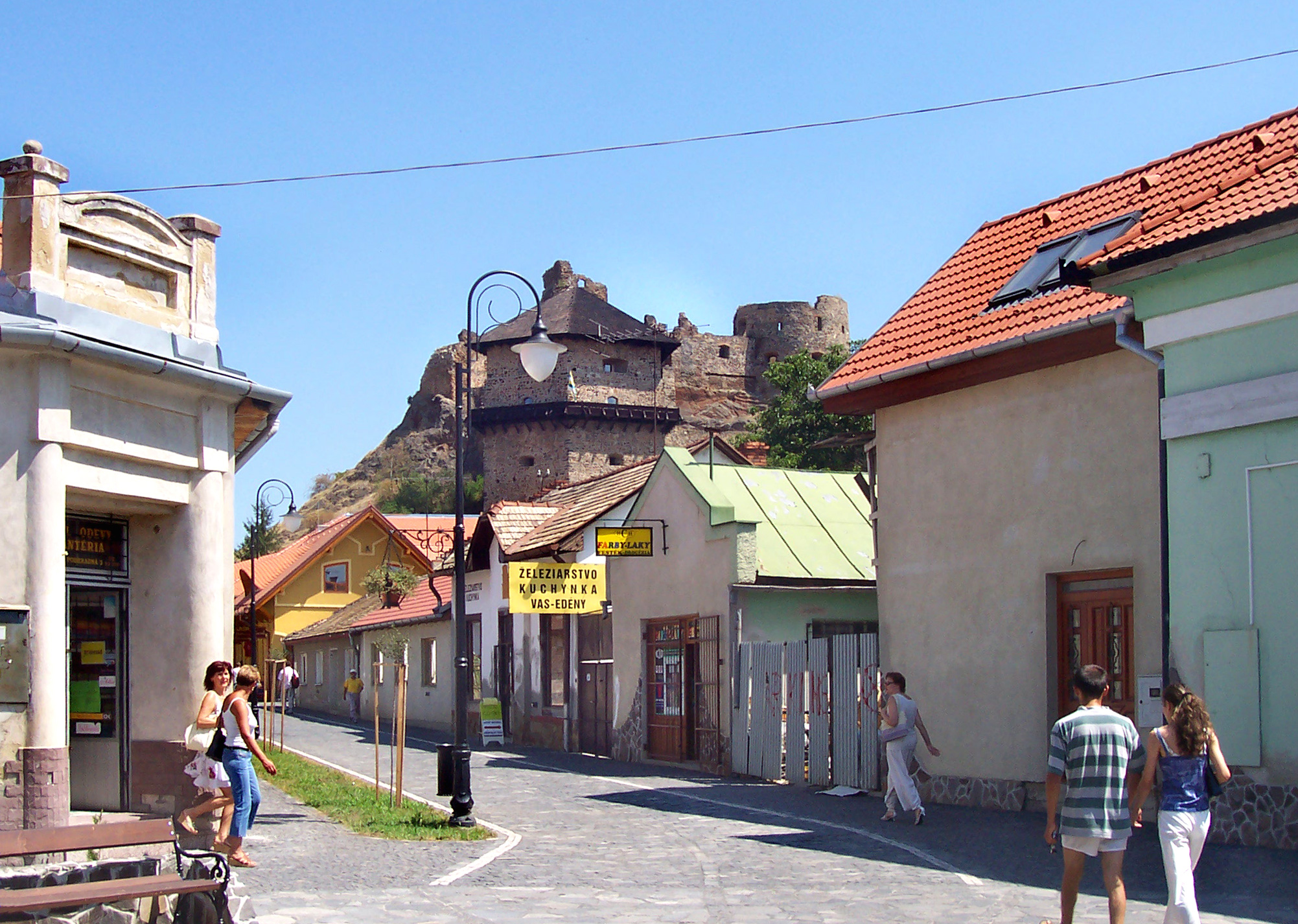
Einkaufsstraße mit Blick auf die Burg

## Geschichte
Die Burg wurde 1242 zum ersten Mal urkundlich erwähnt, die Stadt selbst 1246 als Filek. Fiľakovo liegt in einem ehemals vulkanisch aktiven Teil des nordungarischen Mittelgebirges. Auf dem Basaltstumpf eines erloschenen Vulkans befindet sich im Zentrum der Stadt die Ruine der Burg Fiľakovo. Dabei handelt es sich um die größte Burg des ehemals ungarischen Komitates Nógrád.
- 1242 erste urkundliche Erwähnung[3]
- 1423 Fiľakovo erhält das Stadtrecht[3]
- 1554 Eroberung der Burg durch die Türken[3][4]
- 1554–1593 Sitz des Sandschaks[4]
- 1669 Erneute Eroberung der Burg durch die Türken und Zerstörung der Burg[4]
- 1682 die Stadt und die Burg werden von Emmerich Thököly niedergebrannt[3]
- 1920 Vertrag von Trianon und nachfolgende Zugehörigkeit zur Tschechoslowakei. Der slowakische Name Fiľakovo ist amtlich.
- 1938–1945 Erneute Zugehörigkeit zu Ungarn infolge des Ersten Wiener Schiedsspruchs
- 1945–1992 Erneute Zugehörigkeit zur Tschechoslowakei
- 1993 Seit dem Zerfall der Tschechoslowakei gehört der Ort zur Slowakei

## Bevölkerung
| Jahr                | 1994   | 2004    | 2014    | 2024     |
| ------------------- | ------ | ------- | ------- | -------- |
| Anzahl der Personen | 10.227 | 10.329  | 10.695  | 9623     |
| Unterschied         |        | +0,99 % | +3,54 % | −10,02 % |

| Jahr                | 2023 | 2024    |
| ------------------- | ---- | ------- |
| Anzahl der Personen | 9683 | 9623    |
| Unterschied         |      | −0,61 % |

## Sehenswürdigkeiten
Siehe: Liste der denkmalgeschützten Objekte in Fiľakovo

## Städtepartnerschaften
- Bátonyterenye, Ungarn
- Salgótarján, Ungarn
- Szécsény, Ungarn

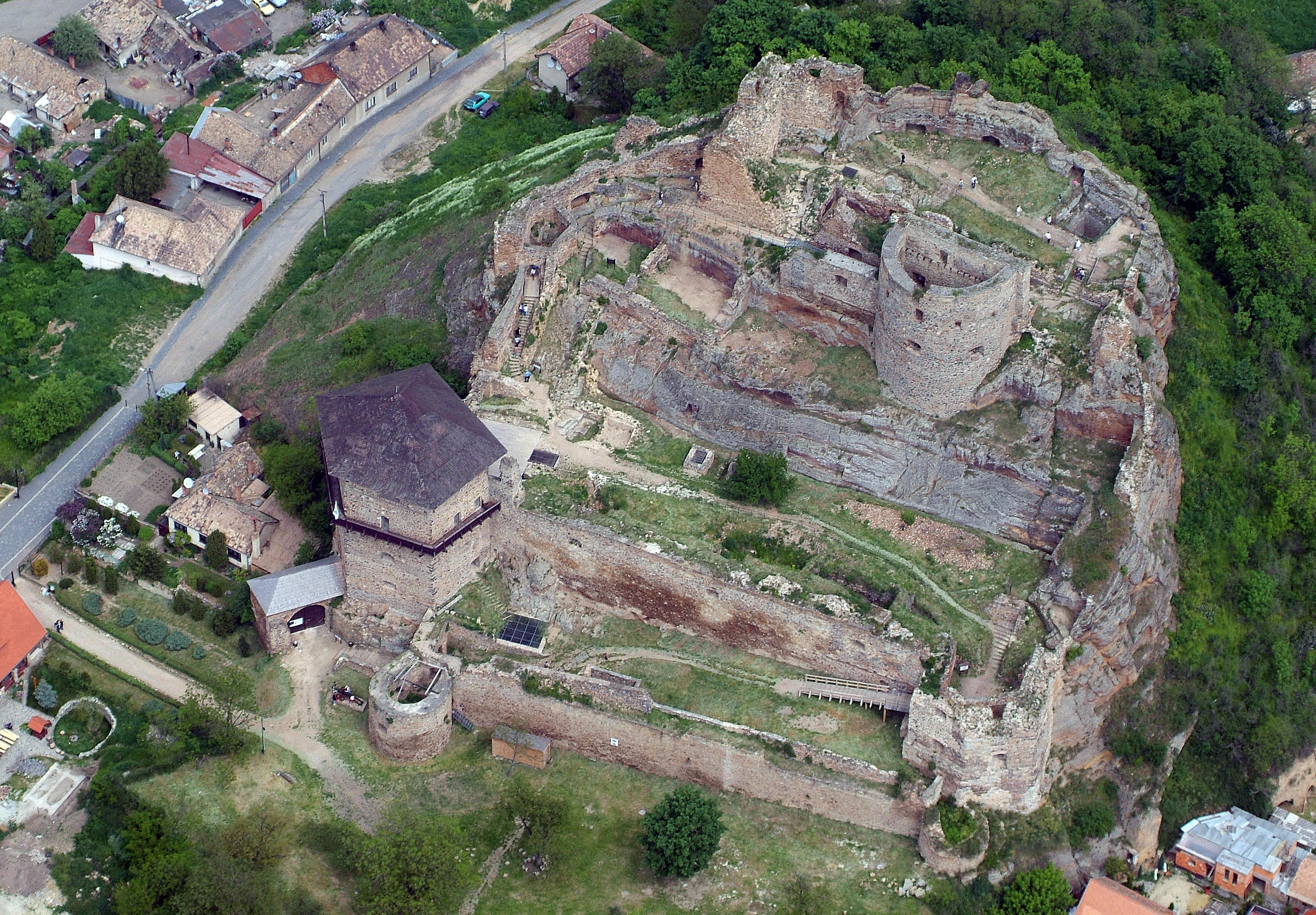
Luftaufnahme
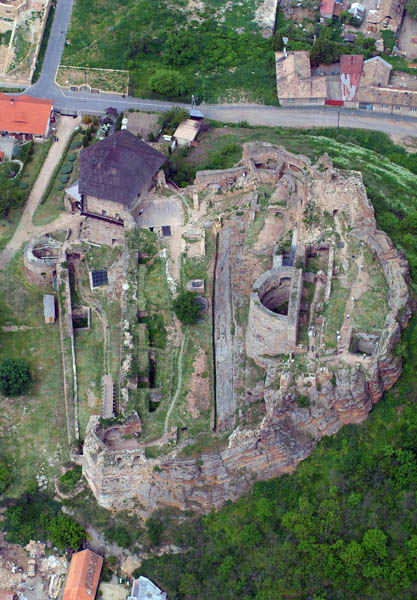
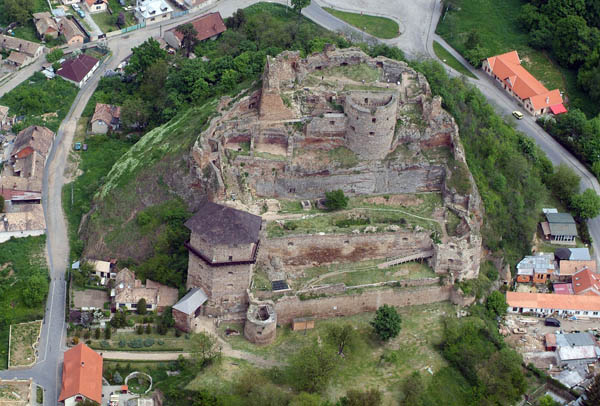

## Söhne und Töchter
- Sándor Nógrádi (1894–1971), ungarischer Politiker und Generaloberst
- Frank Lowy (* 1930), australischer Unternehmer
- Norbert Drienko (1930–1985), österreichischer Maler
- Vica Kerekes, (* 1981), slowakisch-ungarische Schauspielerin